# Viktor Örn Margeirsson
Viktor Örn Margeirsson (ur. 22 lipca 1994) – islandzki piłkarz grający na pozycji obrońcy w islandzkim klubie Breiðablik UBK.

## Kariera klubowa
Margeirsson od początku seniorskiej kariery związany jest z klubem Breiðablik UBK, z którego był wypożyczany do Augnablik, HK Kopavogur i IA Akranes.

## Kariera reprezentacyjna
Margeirsson w reprezentacji Islandii zadebiutował 6 listopada 2022 roku w towarzyskim meczu przeciwko Arabii Saudyjskiej. Na boisku pojawił się w 70. minucie spotkania

## Życie prywatne
Jego starszy brat, Finnur Orri Margeirsson, także jest piłkarzem, mającym na koncie grę w juniorskich i młodzieżowych reprezentacjach Islandii, a także w takich klubach jak Lillestrøm SK i Breiðablik UBK.